# マルティン・メルケランス
マルティン・メルケランス・カステリャノス（Martín Merquelanz Castellanos、1995年6月12日 - ）は、スペイン・イルン出身のサッカー選手。ポジションはフォワード。

## クラブ経歴
バスク州のイルンに生まれ、2012年にレアル・ソシエダのカンテラに加入した。2014年6月23日、Bチームへと昇格し、翌2015-16シーズンからBチームのレギュラーに定着。2016-17シーズンにはリーグ戦2桁ゴールを挙げる活躍を見せたものの、トップチーム昇格とはならなかった。2018年8月14日に正式にトップチーム登録となった。
2019年7月19日、セグンダ・ディビシオンのCDミランデスにレンタル移籍をした。加入後すぐに定位置を掴むと、第2節のカディスCF戦で早速ゴールを決めた。シーズン中盤からはPKキッカーも任されるようになり、最終的にリーグ戦15ゴールを記録する活躍を見せた。
レンタルバック後、レアル・ソシエダとの契約を2025年まで延長した。
2021年8月10日、2021-22シーズンはラージョ・バジェカーノにレンタル移籍することが発表された。
2024年7月23日、SDエイバルに1年契約で移籍した。